# Escudo de Hazas de Cesto
El escudo de Hazas de Cesto es uno de los símbolos del municipio español de Hazas de Cesto en Cantabria, junto a su bandera. Dicho escudo queda organizado de la manera siguiente: escudo partido: 1.º de oro, un roble de sinople; 2.º de azur, una torre de plata sobre peñas al natural. Va timbrado con la corona real española.
El escudo fue adoptado por el Ayuntamiento siendo autorizado por el Consejo de Gobierno de Cantabria el día 22 de agosto de 1995, previo informe favorable emitido por la Real Academia de la Historia.